# Gobernanza de los recursos naturales
La justicia de recursos (también conocida como "equidad de recursos" o "gobernanza de recursos") es un término  ambiental y de la ética ambiental . Combina elementos de justicia distributiva y justicia ambiental, se basa en la observación de que muchos países ricos en recursos naturales como minerales y otras materias primas, experimentan altos niveles de pobreza. Esta maldición de los recursos es una de las principales razones éticas para exigir gobernanza de los recursos, es decir, una distribución globalmente justa de todos los recursos naturales.

## Factores que conducen a la injusticia de los recursos

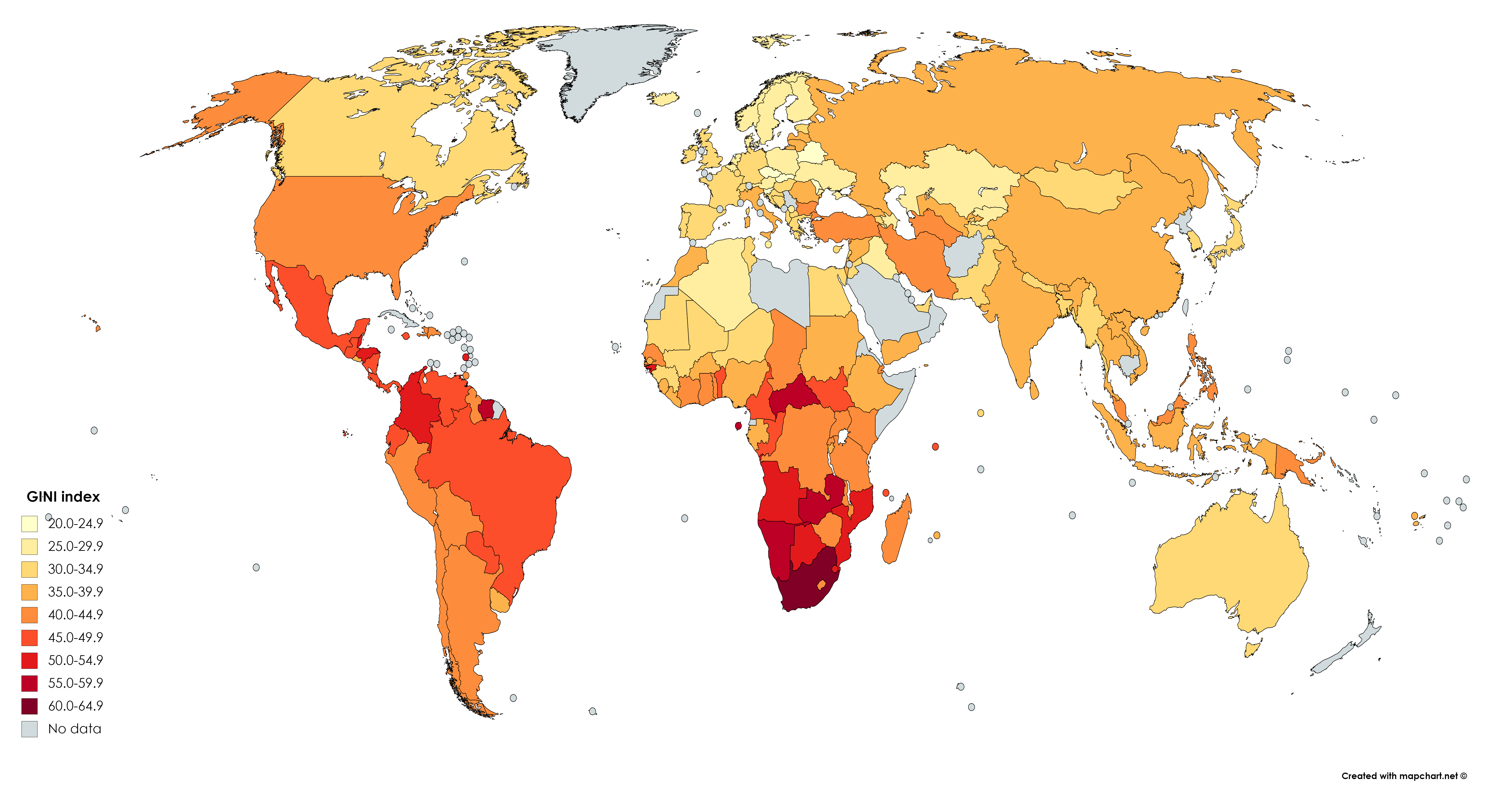
Desigualdad de ingresos de los países según su coeficiente de Gini a 2018.

El término gobernanza de recursos es una subcategoría de la justicia distributiva que se desarrolló por primera vez, a raíz de la observación repetida de que los recursos naturales que, supuestamente son una bendición para las poblaciones locales, pero resultan ser una maldición. Esto puede manifestarse de varias maneras, y por distintas razones, algunas de las cuales ocurren de forma aislada, pero más a menudo surgen en conjunto. Algunos ejemplos son:
- La minería y la extracción de petróleo provocan graves daños al medio ambiente, por ejemplo, a través de derrames de petróleo, degradación ambiental y contaminación.
- La extracción de recursos conduce a formas extremas de explotación laboral y/o crea condiciones de trabajo muy peligrosas.
- Los recursos están siendo controlados por una pequeña élite que obtiene o desfalca todas las ganancias. Esto a menudo incluye corrupción.
- Las personas se ven obligadas a abandonar sus tierras para dejar lugar a la extracción de recursos o a grandes plantaciones de monocultivos.
- Los recursos en el mundo en desarrollo están siendo extraídos por empresas de países industrializados, y la mayoría de las ganancias se destinan a estos últimos.
- Las empresas extraen material genético, que luego se cría comercialmente y a menudo se patenta.

## Enfoques hacia una mayor justicia de recursos
Algunos de los enfoques son Desarrollo de capacidades y  apoyo externo para empoderar a las "comunidades afectadas por las operaciones de petróleo, gas y minería", para que ellas mismas puedan determinar cómo se están utilizando los recursos locales. Asimismo, se deben desarrollar mecanismos que garanticen que los recursos limitados se distribuyan de manera equitativa, para que no se niegue el derecho al desarrollo de las naciones pobres. El memorándum de Políticas de recursos para un futuro justo, publicado por la Fundación Heinrich Böll, enumera tres criterios para una "Política de recursos justa y sostenible", a saber:
- Para "asegurar los derechos de las personas y la naturaleza sobre los mercados y las ganancias" y empoderarlos para exigir sus derechos;
- Devolver el "control sobre los recursos naturales, el capital financiero y las tecnologías (...) en manos del pueblo;
- Para "transformar la producción, el consumo y los medios de subsistencia" de manera que permitan a las personas vivir en un mundo de equidad global.[5]

## Otras lecturas
- Wolfgang Sachs, Tilman Santarius, Fair Future: Limited Resources and Global Justice, Zed Books, Londres y Nueva York, 2007
- Fundación Heinrich Böll, Políticas de recursos para un futuro justo, PDF, Berlín 2014